# Associação Maringaense de Voleibol 2021-2022
Questa voce raccoglie le informazioni riguardanti l'Associação Maringaense de Voleibol nella stagione 2021-2022.

## Stagione
L'Associação Maringaense de Voleibol gioca nell'annata 2021-22 col nome sponsorizzato Unilife Maringá.
Partecipa per la prima volta alla Superliga Série A, classificandosi al decimo posto.
In ambito locale si aggiudica per la quinta volta il Campionato Paranaense.

## Organigramma societario
Area direttiva
- Presidente: Leonardo Valente

Area tecnica
- Allenatore: Aldori Gaudencio
- Scoutman: Walber Costa

## Rosa
| N° | Nome              | Ruolo | Data di nascita  | Nazionalità sportiva |
| -- | ----------------- | ----- | ---------------- | -------------------- |
| 1  | Tanielly Storch   | S     | 12 maggio 1984   | Brasile              |
| 2  | Natália Danielski | S     | 5 dicembre 1999  | Brasile              |
| 3  | Juliana Valente   | S     | 25 gennaio 1985  | Brasile              |
| 4  | Beatriz Moraes    | P     | 15 aprile 2000   | Brasile              |
| 5  | Laiza Ferreira    | O     | 18 febbraio 1996 | Brasile              |
| 6  | Bruna Pavan       | S     | 24 aprile 2000   | Brasile              |
| 7  | Camila Leite      | C     | 25 luglio 1988   | Brasile              |
| 8  | Franciane Richter | O     | 12 ottobre 1997  | Brasile              |
| 9  | Amanda da Silva   | S     | 22 giugno 1993   | Brasile              |
| 10 | Camila dos Santos | S     | 7 giugno 1999    | Brasile              |
| 11 | Laura Machado     | P     | 18 aprile 2000   | Brasile              |
| 12 | Thaís de Oliveira | P     | 1º aprile 1996   | Brasile              |
| 14 | Tifany Nascimento | L     | 24 marzo 1999    | Brasile              |
| 15 | Katrina Zilberman | L     | 4 luglio 1999    | Israele              |
| 16 | Ariadne Borges    | C     | 1º aprile 1997   | Brasile              |
| 17 | Paloma Lopes      | C     | 11 gennaio 1995  | Brasile              |
| 18 | Jussara da Silva  | C     | 14 giugno 1996   | Brasile              |
| 19 | Júlia Dias        | L     | 8 giugno 1998    | Brasile              |
| 20 | Debora Nunes      | P     | 11 agosto 1993   | Brasile              |

## Statistiche

### Statistiche di squadra
| Competizione      | Punti | In casa | In casa | In casa | In trasferta | In trasferta | In trasferta | Totale | Totale | Totale |
| Competizione      | Punti | G       | V       | P       | G            | V            | P            | G      | V      | P      |
| ----------------- | ----- | ------- | ------- | ------- | ------------ | ------------ | ------------ | ------ | ------ | ------ |
| Superliga Série A | 14    | 11      | 2       | 9       | 11           | 1            | 10           | 22     | 3      | 19     |
| Totale            | -     | 11      | 2       | 9       | 11           | 1            | 10           | 22     | 3      | 19     |

### Statistiche dei giocatori
| Giocatrice     | Superliga Série A | Superliga Série A | Superliga Série A | Superliga Série A | Superliga Série A | Totale | Totale | Totale | Totale | Totale |
| Giocatrice     | P                 | PT                | AV                | MV                | BV                | P      | PT     | AV     | MV     | BV     |
| -------------- | ----------------- | ----------------- | ----------------- | ----------------- | ----------------- | ------ | ------ | ------ | ------ | ------ |
| A. Borges      | 4                 | 3                 | 2                 | 1                 | 0                 | 4      | 3      | 2      | 1      | 0      |
| N. Danielski   | 22                | 225               | 194               | 19                | 12                | 22     | 225    | 194    | 19     | 12     |
| A. da Silva    | 22                | 230               | 204               | 19                | 7                 | 22     | 230    | 204    | 19     | 7      |
| J. da Silva    | 22                | 149               | 99                | 40                | 11                | 22     | 149    | 99     | 40     | 11     |
| T. de Oliveira | 22                | 18                | 4                 | 11                | 3                 | 22     | 18     | 4      | 11     | 3      |
| J. Dias        | 8                 | 0                 | 0                 | 0                 | 0                 | 8      | 0      | 0      | 0      | 0      |
| C. dos Santos  | 8                 | 4                 | 2                 | 0                 | 2                 | 8      | 4      | 2      | 0      | 2      |
| L. Ferreira    | 22                | 202               | 176               | 19                | 7                 | 22     | 202    | 176    | 19     | 7      |
| C. Leite       | 22                | 237               | 179               | 48                | 11                | 22     | 237    | 179    | 48     | 11     |
| P. Lopes       | 2                 | 1                 | 0                 | 1                 | 0                 | 2      | 1      | 0      | 1      | 0      |
| L. Machado     | 0                 | 0                 | 0                 | 0                 | 0                 | 0      | 0      | 0      | 0      | 0      |
| B. Moraes      | 7                 | 0                 | 0                 | 0                 | 0                 | 7      | 0      | 0      | 0      | 0      |
| T. Nascimento  | 17                | 0                 | 0                 | 0                 | 0                 | 17     | 0      | 0      | 0      | 0      |
| D. Nunes       | 14                | 8                 | 6                 | 1                 | 1                 | 14     | 8      | 6      | 1      | 1      |
| B. Pavan       | 1                 | 0                 | 0                 | 0                 | 0                 | 1      | 0      | 0      | 0      | 0      |
| F. Richter     | 21                | 119               | 106               | 10                | 3                 | 21     | 119    | 106    | 10     | 3      |
| T. Storch      | 13                | 5                 | 5                 | 0                 | 0                 | 13     | 5      | 5      | 0      | 0      |
| J. Valente     | 18                | 11                | 6                 | 2                 | 3                 | 18     | 11     | 6      | 2      | 3      |
| K. Zilberman   | 11                | 0                 | 0                 | 0                 | 0                 | 11     | 0      | 0      | 0      | 0      |

P = presenze; PT = punti totali; AV = attacchi vincenti; MV = muri vincenti; BV = battute vincenti